# Carl Gustaf Åstrand
Carl Gustaf Viktor Åstrand, född 11 januari 1862 i Horns församling, Östergötlands län, död 17 september 1944 i Linköpings S:t Lars församling, var en svensk folkmusiker.

## Biografi
Åstrand föddes 1862 på Brotorp i Falla i Horns socken. När han var 12 år fick han en fiol av spelmannen Johan Vollin i Kisa. Han kom att lära sig många melodier som spelades i hembygden. Åstrand och spelmännen Pontus Vallin och Bodham Vallin från Mjöla i Horns socken spelade ofta tillsammans. Även Karl Gustaf Bergström från Rimforsa var med ibland. Han flyttade 1905 till Linköping

## Upptecknade låtar
- Polska Skräddarepolskan i D-dur efter skräddarmästaren Reinhold i Hycklinge socken.[3]
- Polska i D-dur.[3]
- Polska i D-dur. Låten spelas även i Skåne och Småland.[3]
- Polska i D-dur efter Helena Månsdotter på Misterfall i Kisa. Åstrand fick låten av Lovisa Åstrand som hade lärt sig den av sin mormor Månsdotter.[3]
- Polska i G-dur efter Helena Månsdotter på Misterfall i Kisa. Åstrand fick låten av Lovisa Åstrand som hade lärt sig den av sin mormor Månsdotter.[3]
- Polska i G-dur efter målaren Broman i Njöhult i Horns socken.[3]
- Regementspolskan i G-dur. Åstrand lärd sig låten på Malmslätt när han exercerade beväring.[3]
- Polska i A-moll. Åstrand spelade polskan i ungefär  = 144.[3]
- Åstrands brudpolska i D-dur. Framfördes på ett bröllop i Horn 1885.[3]
- Vals i D-dur efter spelmannen Johan Vollin i Kisa.[3]
- Vals i A-dur efter en gammal gubbe i Horn som spelade fiol.[3]
- Polska i D-dur.[3]
- Vals i G-dur. Åstrand spelade även valsen i A-dur (förstämd fiol).[3]
- Vals i G-dur.[3]
- Polkett i D-dur.[3]
- Polska i E-moll. Var den äldsta låten Åstrand kunde spel och hörde den när han växte upp. Den andra delen av polska består till stora delar av fragment.[3]

## Kompositioner
- Vals i G-dur. Flera variationer av låten förekommer i Östergötland.[3]